# Паневропейски транспортен коридор IV
Паневропейски транспортен коридор IV е един от паневропейските транспортни коридори. Започва от Дрезден и Нюрнберг в Германия и завършва в три града: Солун в Гърция, Констанца в Румъния и Истанбул в Турция. Коридорът на запад започва от два пункта – Дрезден и Нюрнберг. Разклоненията се свързват в Прага и тръгват по посока Виена – Братислава – Гьор – Будапеща – Арад. От Арад пътят се разклонява в две посоки. Едната посока продължава към Букурещ и Констанца. Второто направление е в посока Крайова – София. От София южното разклонение води за Солун, а източното – за Пловдив и Истанбул.
Коридорът е най-късата сухопътна връзка между Гърция и Централна Европа и се намира изцяло на територията на ЕС. Той е определен така, че напълно да заобиколи СФР Югославия, която тогава е под международни санкции. Важен участък от този коридор е мостът Видин – Калафат над река Дунав. Той е един от само двата моста, свързващи Румъния и България.